# René Revol
 (octobre 2018).
Si vous disposez d'ouvrages ou d'articles de référence ou si vous connaissez des sites web de qualité traitant du thème abordé ici, merci de compléter l'article en donnant les références utiles à sa vérifiabilité et en les liant à la section « Notes et références ».
René Revol, né le 22 novembre 1947 à La Mure (Isère), est un homme politique français, membre du Parti de gauche et de La France insoumise. Il est maire de Grabels depuis 2008.

## Biographie
René Revol naît le 22 novembre 1947 à La Mure en Isère.
Dans la région de Grenoble, René Revol longtemps militant et dirigeant de l'Organisation communiste internationaliste (OCI) et ses diverses versions, il s'en détache ensuite pour regagner des courants dits de « l'autre gauche ». Vice-président du mouvement politique Pour la République sociale, il participe à la création du Parti de gauche et devient membre du Bureau national[réf. nécessaire].
Après avoir milité pour le « non de gauche » à la constitution européenne dans la région héraultaise (où il est domicilié), il milite pour l'unité de la gauche autour de ses idéaux fondamentaux (avec en première ligne l'antilibéralisme) pour l'élection présidentielle de 2007.
Ayant eu sa carte au Parti socialiste (PS), son engagement « très à gauche » lui a maintes fois été reproché par de nombreux dirigeants du PS, notamment par François Hollande[réf. nécessaire]. Cette sensibilité politique a servi à son exclusion du PS le 29 janvier 2007. Finalement, cette exclusion a été annulée[réf. nécessaire].
En mars 2008, René Revol est élu maire de Grabels en conduisant la liste « un projet pour Grabels ».
Il annonce le 7 novembre 2008 son départ du Parti socialiste et donc sa démission du Conseil national. Cette annonce fait suite au départ du Parti socialiste de Jean-Luc Mélenchon et Marc Dolez afin de créer le Parti de gauche, auquel il adhère[réf. nécessaire].
René Revol est candidat sur la liste du Front de gauche dans la circonscription Sud-Ouest pour les élections européennes de 2009. À l'occasion des élections régionales de 2010, il mène la liste « À gauche maintenant » en région Languedoc-Roussillon. Alors qu'un accord national entre le Nouveau Parti anticapitaliste et les composantes du Front de gauche a échoué, la liste conduite par René Revol tente de réunir les mouvements « à la gauche de la gauche » au premier tour.
Dans la vie active, René Revol était professeur de sciences économiques et sociales en classe préparatoire au lycée Alphonse-Daudet de Nîmes avant de partir à la retraite en 2011. Il est par ailleurs auteur de plusieurs ouvrages traitant essentiellement de questions politiques, économiques et sociales. Citons, entre autres, Le Dictionnaire des sciences économiques et sociales élaboré sous sa direction, ou La Dissertation économique écrit en collaboration avec Jean Étienne.
En 2012 il propose de se retirer des législatives au profit de Jean-Luc Mélenchon[réf. nécessaire] avant que celui-ci n'opte pour Hénin-Beaumont.
En 2014, René Revol est réélu maire de Grabels avec 56,47% des suffrages exprimés au second tour en conduisant la liste « Grabels, une œuvre commune » et est devenu vice-président de la Métropole de Montpellier chargé de l'eau et de l'assainissement, où il a mis en place une régie publique de l'eau, dont il est devenu le président du conseil d'administration.
Aux élections régionales de décembre 2015, dans la nouvelle région Languedoc-Roussillon-Midi-Pyrénées, il soutient la liste régionale rassemblant EELV et le Front de gauche, conduite par Gérard Onesta (et dans le département de l'Hérault par Muriel Ressiguier), qui obtient plus de 10 % des voix au premier tour.
En 2017, il soutient la candidature de Jean-Luc Mélenchon à l'élection présidentielle. Il devient député suppléant après la victoire de la candidate de La France insoumise sur la deuxième circonscription de l'Hérault, Muriel Ressiguier.
Après son éviction de la vice-présidence de la Métropole de Montpellier par Philippe Saurel pour avoir refusé d'appartenir au groupe « La République en marche et apparentés », il crée un groupe d'opposition dénommé « Groupe de coopération métropolitaine ».
En début d'année 2020, à 72 ans, René Revol officialise sa candidature pour un troisième mandat municipal. Réélu maire de Grabels avec 50 % des voix au second tour, il se dit prêt à soutenir le nouveau maire de Montpellier Michaël Delafosse en vue de son élection à la tête de la Métropole. Le président de la métropole lui confie la délégation de la Gestion raisonnée, écologique et solidaire de l’eau et de l’assainissement en tant que vice-président en juillet 2020. En octobre 2020, il redevient président du conseil d'administration de la régie métropolitaine des eaux.
Le 23 septembre 2023, alors qu'il rentre de la manifestation contre les violences policières organisée à Montpellier, il est violemment pris à partie par un individu accompagné qui le plaque contre un mur en lui reprochant d'être l'« ami des Arabes ». Le surlendemain, il porte plainte auprès de la gendarmerie de Castelnau-le-Lez.

### Publications
- Marc Berthiaume et René Revol, La communauté européenne : de l'intégration économique à l'union monétaire, Paris, Vuibert, 1992 (ISBN 978-2-7117-8450-9).
- Jean Étienne et René Revol, La dissertation économique aux concours, Paris, Armand Colin, 2008, 3e éd. (1re éd. 1994), 236 p. (ISBN 978-2-200-34754-3).
- René Revol, Capitalisme, une mise en perspective, Montpellier, Alter Comics, 2011, 126 p. (ISBN 978-2-8207-0034-6).
- René Revol (dir.), Dictionnaire des sciences économiques et sociales, Paris, Hachette, 2002, 508 p. (ISBN 978-2-01-135140-1).
- René Revol (dir.) et Ahmed Silem (dir.), Sciences économiques et sociales, seconde, Paris, Hachette, coll. « Lycée », 2004 (1re éd. 1999) (ISBN 978-2-01-135353-5).
- René Revol (dir.) et Ahmed Silem (dir.), Sciences économiques et sociales, seconde. Livre du professeur, Paris, Hachette, coll. « Lycée », 2004 (ISBN 978-2-01-135354-2).
- René Revol (dir.) et Ahmed Silem (dir.), Sciences économiques et sociales, première, Paris, Hachette, coll. « Lycée », 2001 (ISBN 978-2-01-135250-7).
- René Revol (dir.) et Ahmed Silem (dir.), Sciences économiques et sociales, première. Livre du professeur, Paris, Hachette, coll. « Lycée », 2001 (ISBN 978-2-01-135251-4).
- René Revol (dir.) et Ahmed Silem (dir.), Sciences économiques et sociales, terminale, Paris, Hachette, coll. « Lycée », 2003 (ISBN 978-2-01-135304-7).
- René Revol (dir.) et Ahmed Silem (dir.), Sciences économiques et sociales, terminale. Livre du professeur, Paris, Hachette, coll. « Lycée », 2008 (ISBN 978-2-01-135305-4).